# セファザフルール
セファザフルール（英：Cefazaflur（INN））は第一世代のセファロスポリン系抗生物質である。

## 合成
セファザフルールは、arylamide C-7側鎖を持たないため、このアナログ群の中では際立っている（他の例としてセファセトリルを参照）。

セファザフルールの合成:

セファザフルは、3-(1-メチル-1H-テトラゾール-5-ylthiomethylene)-7-アミノ-セフェム-4-カルボン酸(1)とトリフルオロメチルチオアセチルクロリド(2)の反応により合成される。